# Tornau (Halle)
Tornau ist ein Stadtteil mit 261 Einwohnern (2020) im Stadtbezirk Nord von Halle (Saale) in Sachsen-Anhalt.

## Geografie

### Lage

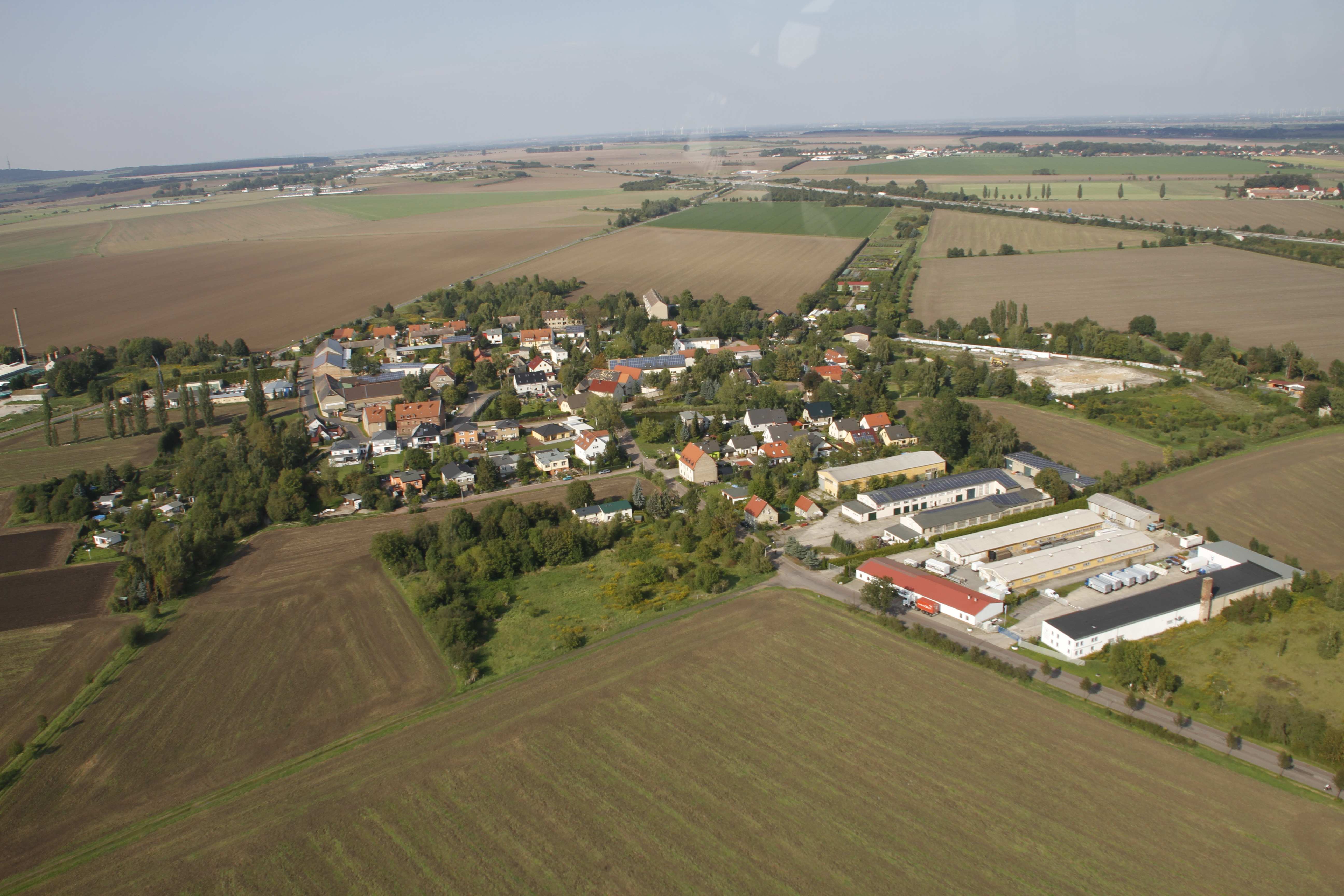
Luftbild des Ortes von Südosten

Tornau liegt im Norden der Stadt an der Grenze zum Saalekreis. Angrenzende Stadtteile sind Seeben im Westen, Frohe Zukunft und Gottfried-Keller-Siedlung im Süden sowie Mötzlich im Südosten. Tornau am Nordostrand der Stadt Halle ist noch sehr dörflich geprägt. Es besteht aus einem Dorfkern, der von Grünland und Ackerflächen umgeben ist.
Südlich von Tornau liegt der Posthornteich. Dieser setzt sich nach Osten in ein sumpfiges Gebiet mit kleineren Teichen fort. Westlich von Tornau verläuft der Fahrradweg von Halle zum Petersberg. An diesem steht der vorgeschichtliche Menhir Franzosenstein. Westlich von Tornau steht auch ein großer Funkturm.

### Verkehr
Tornau liegt an der alten Landstraße von Halle nach Dessau. Es ist dadurch noch mit Orten wie Oppin verbunden. Weitere Straßenverbindungen gibt es in die Frohe Zukunft und nach Seeben sowie nach Mötzlich. Im Norden befindet sich die Autobahnabfahrt Halle-Tornau der Bundesautobahn 14. Über diese können Großstädte wie Leipzig und Magdeburg erreicht werden. Wenige Kilometer südlich von Tornau verläuft die Bundesstraße 100.
In Tornau gibt es nur wenigen öffentlichen Personennahverkehr. Die Buslinie 25 der Halleschen Verkehrs AG endet im Ort. Weiterhin gibt es eine Haltestelle der OBS mit Anbindung nach Halle und in den nordöstlichen Saalekreis und nach Zörbig.

## Geschichte
Tornau gehörte zum Amt Giebichenstein im Saalkreis des Erzstifts Magdeburg. 1680 kam der Ort mit dem Saalkreis zum Herzogtum Magdeburg unter brandenburg-preußischer Herrschaft. Mit dem Frieden von Tilsit wurde Tornau im Jahr 1807 dem Königreich Westphalen angegliedert und dem Distrikt Halle im Departement der Saale zugeordnet. Der Ort gehörte zum Kanton Neumarkt. Nach der Niederlage Napoleons und dem Ende des Königreichs Westphalen befreiten die verbündeten Gegner Napoleons Anfang Oktober 1813 den Saalkreis. Bei der politischen Neuordnung nach dem Wiener Kongress 1815 wurde der Ort im Jahr 1816 dem Regierungsbezirk Merseburg der preußischen Provinz Sachsen angeschlossen und dem Saalkreis zugeordnet.
Am 1. Juli 1950 wurde Tornau nach Halle (Saale) eingemeindet.
Im Jahre 2019 diskutierte die Stadtverwaltung von Halle mit den Bürgern ihre Idee einer sog. Nordtangente. Diese neue Straße soll von der neuen Kreuzung der Osttangente (Europachaussee) mit der Bundesstraße 100 nach Norden an Mötzlich und Tornau vorbei führen. Von dort soll die Straße einen Bogen nach Westen machen und an Seeben vorbei zum  Saalehafen in Halle-Trotha führen. Zusammen mit der Nordtangente soll ein neues Gewerbegebiet nordwestlich von Tornau gebaut werden, da das Gewerbegebiet Star Park wenige Kilometer südöstlich kaum noch freie Flächen besitzt. Gegen den Vorschlag gab es Protest der Anwohner. Nach einer Prüfung durch die Stadt wurde zumindest die Idee des Gewerbegebietes vorerst wegen zu hoher Kosten zu den Akten gelegt.